# Bayernmotor

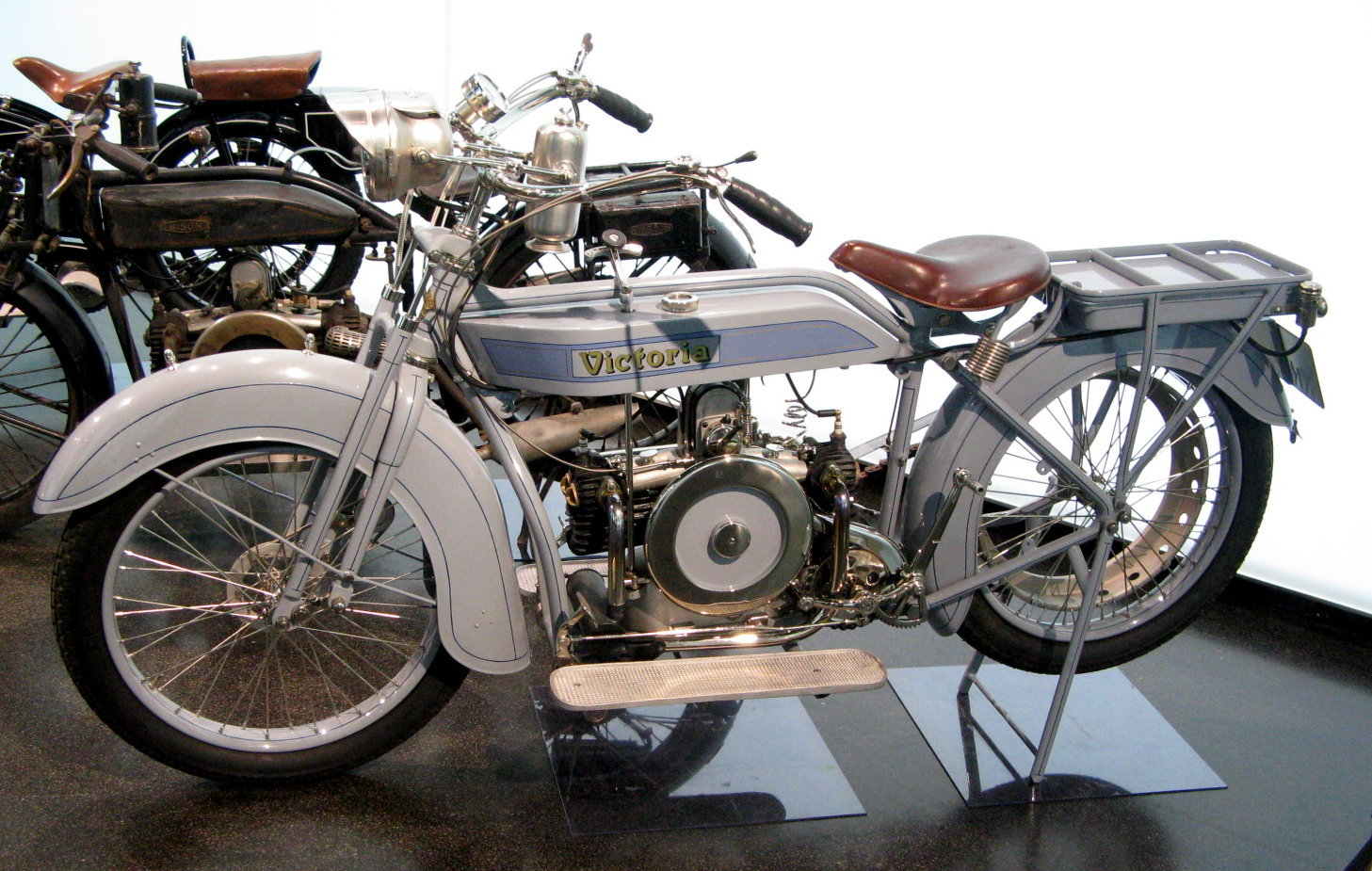
De Bayernmotor in een Victoria uit 1920

Bayernmotor is de naam die gegeven is aan het motorblok dat de basis zou vormen voor de BMW-boxermotoren die in 1923 zijn ontwikkeld en tegenwoordig, zij het in sterk aangepaste vorm, nog steeds worden gebruikt.
De Bayernmotor (type M2B15) was er al in 1919 en werd gebruikt in onder andere de Helios. Hij werd ook als inbouwmotor geleverd aan Corona, Bison, Heller, SMW en Victoria. Bovendien werd hij als stationaire motor toegepast.
De Bayernmotor werd ontwikkeld door Martin Stolle, naar voorbeeld van de Douglas-motor die Stolle privé reed. De motor lag bij de Douglas dwars in het frame (dat wil zeggen met een cilinder naar voren en de andere naar achteren) en dat deed men bij BMW, dat toen nog Bayerische Flugzeugwerke heette, ook. Deze motorfietsen werden onder de naam Helios op de markt gebracht.
Door deze motoropstelling ontstonden koelproblemen met de achterste cilinder. Daarom werd al snel, in 1923 om precies te zijn, het blok 90° gedraaid (met de beide cilinders naar links en rechts wijzend en de krukas in de lengteas) en was de eerste BMW-motorfiets, de R 32, een feit. Doordat de beide cilinders nu voldoende koeling kregen waren er geen problemen meer en dit boxerconcept houdt BMW tot op op de dag van vandaag vol.